# Gerhard Kluge (Physiker)
Gerhard Kluge (* 10. Juli 1934 in Petersdorf, Riesengebirge; † 3. Mai 2011 in Jena) war ein deutscher Physiker.

## Leben
Kluge erlernte zunächst den Beruf eines Werkzeugmachers in Apolda und studierte nach dem Abitur, das er auf der Arbeiter-und-Bauern-Fakultät Jena ablegte, von 1955 bis 1960 Physik an der Friedrich-Schiller-Universität Jena. Er war nach dem Diplom Assistent am Institut für Theoretische Physik dieser Universität und promovierte 1964 bei Kurt Schuster mit einer Arbeit über Schallausbreitung in dissipativen ebenen Wellenleitern. Nach der Habilitation wurde er 1979 Dozent, beschäftigte sich weiter mit Kontinuumsmechanik, Thermodynamik und später mit Supraleitung und Meteorologie. Nach der politischen Wende zum Professor ernannt, setzte er sich auch für die Aufarbeitung der Stasi-Verstrickungen an der Friedrich-Schiller-Universität Jena ein.

## Veröffentlichungen
- mit Hans Stephani: Grundlagen der theoretischen Mechanik. Deutscher Verlag der Wissenschaften, Berlin 1975.
- mit Gernot Neugebauer: Grundlagen der Thermodynamik. Deutscher Verlag der Wissenschaften, Berlin 1976.
- mit Hans Stephani: Theoretische Mechanik: Punkt- und Kontinuumsmechanik. Spektrum Akademischer Verlag, Heidelberg – Berlin – Oxford 1995. ISBN 3-86025-284-4
- mit Reinhard Meinel: MfS und FSU: das Wirken des Ministeriums für Staatssicherheit an der Friedrich-Schiller-Universität Jena. Landesbeauftragter des Freistaates Thüringen für die Unterlagen des Staatssicherheitsdienstes der Ehemaligen DDR, 1997 - 231 Seiten.
- mit Oliver Schmitt: Der "NATO-Professor" Walter Brödel. Erfurt 1999. ISBN 3932303199.